# Aransas County
Aransas County är ett administrativt område i delstaten Texas, USA, med 23 158 invånare (2010). Den administrativa huvudorten (county seat) är Rockport.

## Geografi
Enligt United States Census Bureau så har countyt en total area på 1 367 km². 652 km² av den arean är land och 715 km² är vatten.

### Angränsande countyn
- Calhoun County - nordost
- Mexikanska golfen - sydost
- Nueces County - syd
- San Patricio County - väst
- Refugio County - nordväst